# ヘンリー・ストレイチー (画家)

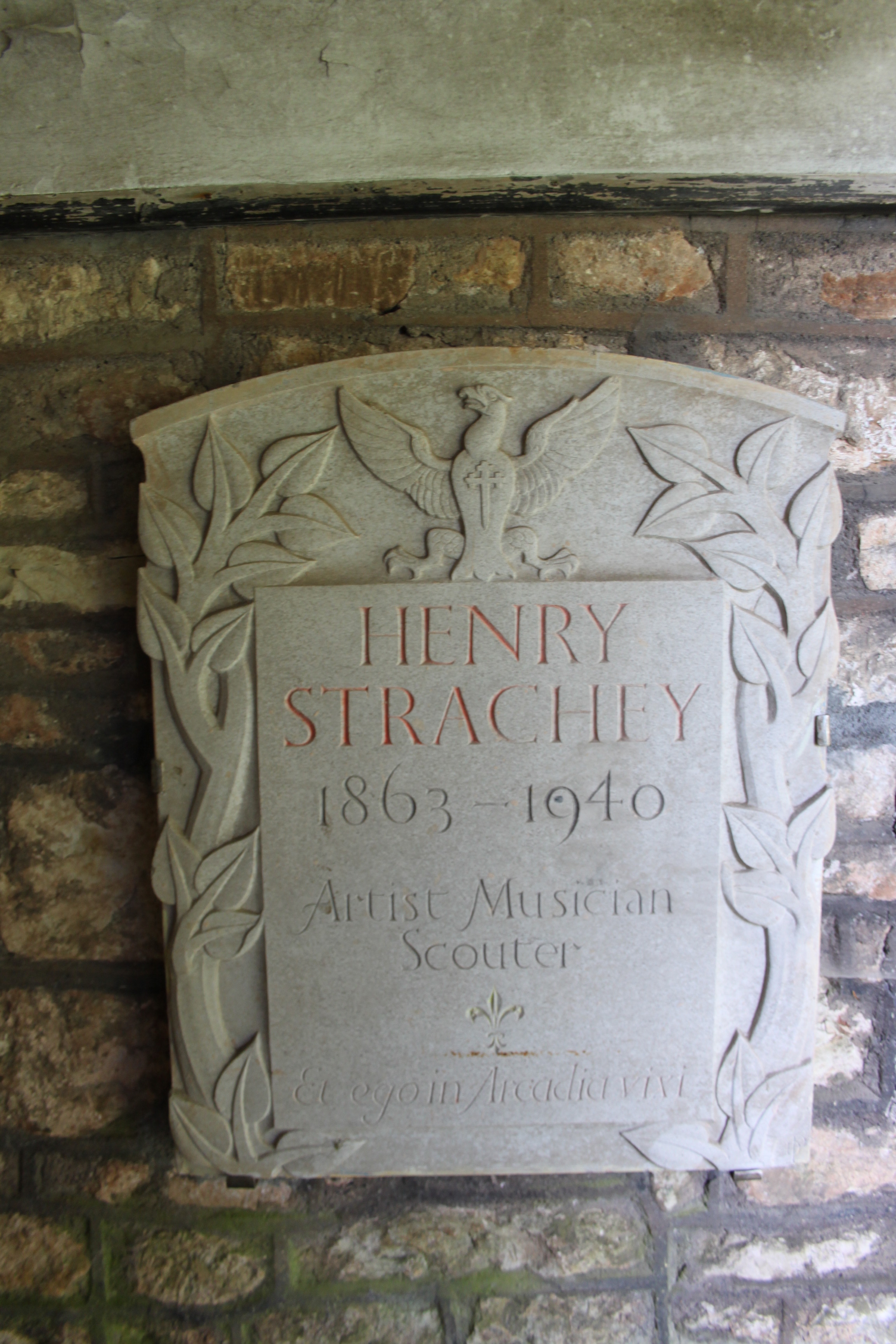
ストーウェイのセント・ニコラス・アンド・ザ・ブレスト・ヴァージン・メアリ教会にある、ヘンリー・ストレイチーの記念板。

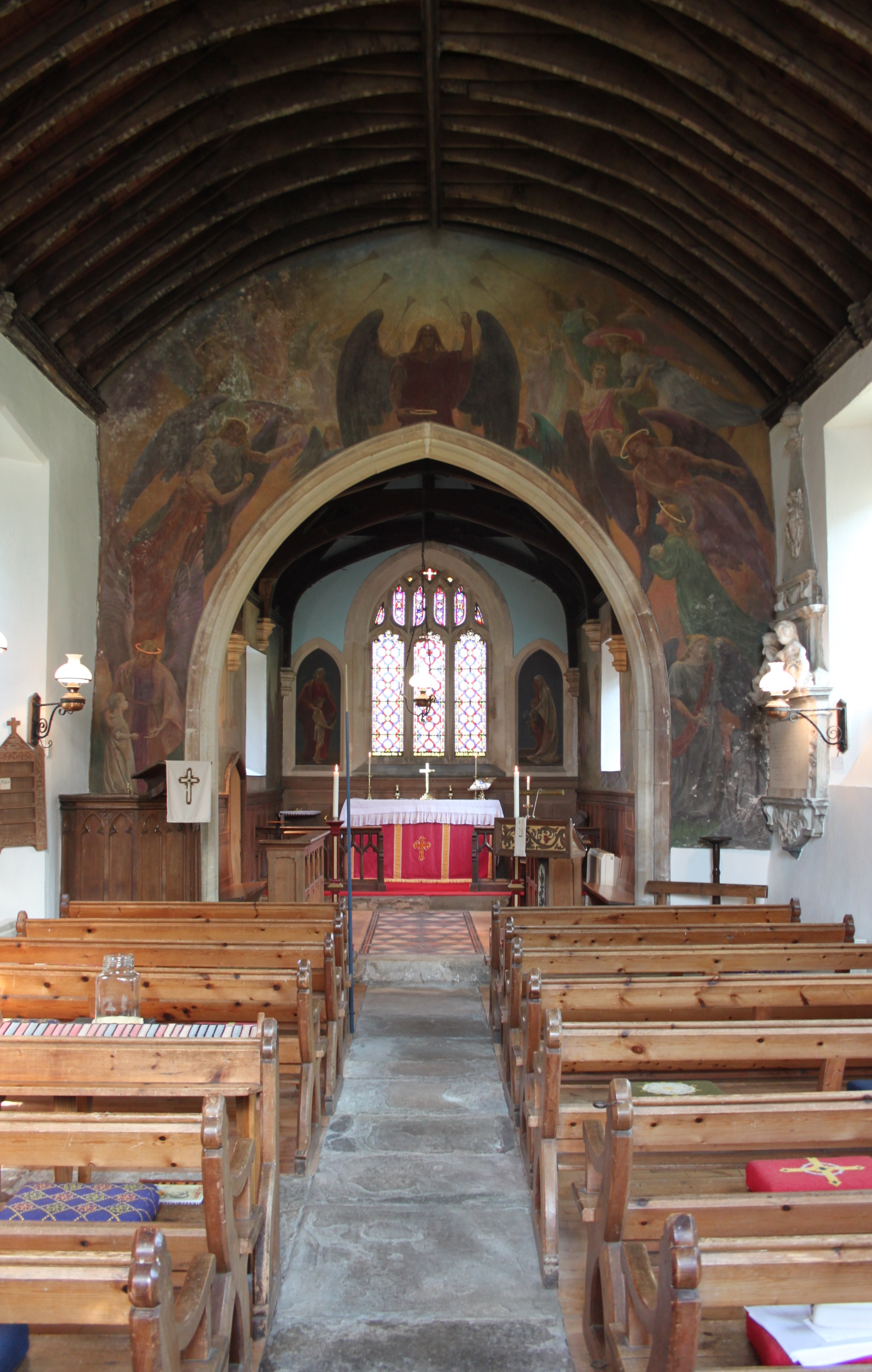
セント・ニコラス・アンド・ザ・ブレスト・ヴァージン・メアリ教会にある、ストレイチー作『最後の審判』。

ヘンリー・ストレイチー（Henry Strachey、1863年 - 1940年）は、イングランドの画家、美術評論家、作家。
ハリー (Harry) の通称で知られたストレイチーは、サー・エドワード・ストレイチー (Sir Edward Strachey)の息子で、弟にジョン・ストレイチー、作家リットン・ストレイチーの従兄にあたる。
ストレイチーは、ロンドンのスレード美術学校に学び、1888年から1923年にかけて、バーミンガムの王立芸術家協会 (Royal Society of Artists)（4回）、グロスヴナー・ギャラリー (Grosvenor Gallery)、リヴァプールのウォーカー・アート・ギャラリー（2回）、ロンドン・サロン (London Salon)（8回）、ニュー・イングリッシュ・アート・クラブ (New English Art Club)、ニュー・ギャラリー (New Gallery)（3回）、ロイヤル・アカデミー・オブ・アーツ（10回）など、数多くの画廊や展覧会で広く作品を発表した。
ストレイチーは、肖像画家として実績があり、作品の中には、1914年に、後に婚姻姓のブレンダ・パイ (Brenda Pye) で画家として知られるようになる、当時7歳だったブレンダ・キャプロン (Brenda Capron) を描いたものもある。
ストレイチーは、ロンドン南部ブロックウェル (Brockwell Park) のロンドンの州議会 (London County Council) 庁舎の食堂に、一連の板絵を制作し、そこでは「代表的な田園生活の場面が表現されており、朝は刈り取りのために野良へ出かける農民、昼は野に咲くイヌバラの傍らにいるピナフォアを着たふたりの子どもたち、夕方は積み上げられた干し草、また午後は川辺でお茶の時間を過ごす労働者が描かれ、さらに部屋の長さいっぱい、20フィート（およそ6メートル）ほどの大きなパネルには、広い牧草地で働く老奏者たちの姿が描かれている」。
ストレイチーは、1896年から1922年まで、『The Spectator』誌の美術評論を担当した。1911年には、ロンドンの  G. Bell & Sons, Ltd. から、G・C・ウィリアムソン (G. C. Williamson) 編により刊行されていた「The Great Masters in Painting and Sculpture」シリーズの1冊として、『Raphael』を著した。
サマセット州ストーウェイ (Stowey) にあるセント・ニコラス・アンド・ザ・ブレスト・ヴァージン・メアリ教会 (Church of St Nicholas and the Blessed Virgin Mary) の内部には、20世紀始めにストレイチーが制作した壁画が描かれている。そこでは、等身大の聖ニコラスと聖母マリアが祭壇の両側に描かれている。また、内陣には群衆に食物を与える奇跡 (Feeding the multitude) の場面や、エマウスへの途上 (road to Emmaus) のふたりの弟子たちを描いた絵画もある。内陣のアーチ上には、光と闇の天使たちを同数描いた「最後の審判」の場面が描かれている。